# Satz von Weinstein
In der symplektischen Geometrie, einem aus der Hamiltonschen Mechanik entwickelten Teilgebiet der Mathematik, ist der Satz von Weinstein (engl.: Weinstein's neighbourhood theorem) ein Lehrsatz, der die Umgebung Lagrangescher Untermannigfaltigkeiten in symplektischen Mannigfaltigkeiten beschreibt.

## Satz von Weinstein
Sei {\displaystyle (M,\omega )} eine symplektische Mannigfaltigkeit und {\displaystyle L\subset M} eine Lagrangesche Untermannigfaltigkeit.
Dann gibt es eine Umgebung {\displaystyle U(L)} von {\displaystyle L}, die zu einer Umgebung des Nullschnitts in {\displaystyle T^{*}L} symplektomorph ist.
Dabei ist das Kotangentialbündel {\displaystyle T^{*}L} mit der kanonischen symplektischen Form {\displaystyle \sum _{i}dq_{i}\wedge dp_{i}} in den kanonischen Koordinaten {\displaystyle q,p} versehen.